# Roger Ballen
Roger Ballen (New York, 11 aprile 1950) è un artista e fotografo statunitense naturalizzato sudafricano.
La sua carriera è iniziata con il campo della fotografia documentaria, ma in seguito si è evoluta nella creazione di caratteristici regni romanzati, che integrano anche i mezzi del cinema, dell'installazione, del teatro, della scultura, della pittura e del disegno. Le sue opere vengono descritte come psicodrammi esistenziali che arrivano a toccare il subconscio.

## Biografia

### Infanzia
Nato a New York da Irving Ballen, procuratore, e Adrienne Miller, impiegata presso l'agenzia fotografica Magnum, Roger Ballen inizia ad interessarsi alla fotografia dopo essere stato influenzato dalle fotografie di Andre Kertesz, Edward Steichen, Paul Strand, Elliott Erwitt, Bruce Davidson e Henri Cartier-Bresson. All'età di 13 anni gli fu regalata la sua prima macchina fotografica e subito dopo è stato impiegato per un primo lavoro commerciale fotografando per la catena di fast food McDonald's. Interessato al realismo di Rembrandt fin dalla giovane età, era più propenso a fotografare uomini anziani.

### Gli studi e i primi passi verso la fotografia
Successivamente studiò psicologia all'Università di Berkeley, dove venne a conoscenza del movimento antipsichiatrico di R. D. Laing, il concetto di "inconscio collettivo" di Carl Gustav Jung, il teatro dell'assurdo di Harold Pinter, Samuel Beckett e Eugène Ionesco e i filosofi esistenzialisti, come Jean-Paul Sartre e Martin Heidegger. Durante l'estate del 1969, scattò diverse fotografie in occasione del festival di Woodstock, una serie pubblicata poi sul New York Times solamente nel 2019, in occasione del 50º anniversario dell'iconico festival musicale. Ballen dichiarò inoltre che catturare i momenti di Woodstock ha avuto un ruolo nel conoscere l'esperienza umana, lo sforzo umano, cogliere il momento, lavorare con le persone, cercare in circostanze difficili qualcosa che si distinguesse.
Dopo la morte di sua madre nel 1973, come molti esponenti della controcultura, sviluppò un desiderio esistenziale in risposta all'avversione al materialismo della società occidentale e alla sua educazione suburbana. Ha trascorso i successivi cinque mesi come studente d'arte della League of New York, dove realizzò dipinti art brut, primitivisti, che secondo il suo maestro appartenevano all'età della pietra. Nell'autunno del 1973, desideroso di trovare il "cuore di oscurità" di Joseph Conrad e il nirvana orientale, partì per un viaggio di cinque anni che lo avrebbe portato via terra dal Cairo fino a Città del Capo e da Istanbul fino alla Nuova Guinea. In questo viaggio ha continuato a coltivare un interesse costante nel fotografare uomini enigmatici sullo sfondo delle superfici drammatiche di santuari, templi e mercati. Iniziò anche una serie di "fotografie sul campo" di strade, sentieri di terra o muri (ispirate al movimento della pittura a colori) e sviluppò un interesse nell'osservazione della vita dei ragazzi. Teneva la pellicola Kodak Tri-X o Plus X in uno zaino di tela verde che si legava alle gambe durante i pasti o i viaggi notturni in treno o legato alle colonne del letto dell'hotel. Elaborò la pellicola e la inviò a suo padre a New York.
Disilluso dall'idea della fotografia commerciale, Ballen si iscrisse alla Colorado School of Mines nel 1978, dove conseguì un dottorato in economia mineraria nel 1981. Si stabilì definitivamente a Johannesburg nel 1982, dove lavorò come imprenditore minerario autonomo fino al 2010. Questa professione lo ha portato nella campagna sudafricana in cui ha viaggiato in piccoli villaggi remoti chiamati "dorps" e aree rurali denominate "platteland", in cui ha fotografato i bianchi emarginati che un tempo erano privilegiati dall'apartheid, ma che sono adesso isolati ed economicamente svantaggiati. Durante questo periodo lavorò a stretto contatto con il suo maestro tipografo e amico Dennis da Silva. Dal 2007 lavora a stretto contatto con la sua direttrice artistica Marguerite Rossouw.
Nel 2018 ha ricevuto un dottorato onorario in arte e design dall'Università di Kingston. Nel 2008 è stata creata la "Roger Ballen Foundation" per promuovere il progresso dell'educazione alla fotografia in Africa.

## Vita privata
È sposato dal 1980 con l'artista Lynda Moross, che ha conosciuto durante il suo viaggio in Sudafrica negli anni '70, e dalla quale ebbe due gemelli, Amanda e Paul, nel 1989.